# Она (фильм, 2016)
«Она́» (фр. Elle) — фильм-триллер Пола Верховена, вышедший в 2016 году. Сценарий Дэвида Бирке основан на романе «Ох…» французского писателя Филиппа Джиана. Участник конкурсной программы Каннского кинофестиваля 2016 года. В главной роли — Изабель Юппер.

## Сюжет
Мишель Леблан, незамужняя владелица компании по разработке видеоигр, с мужем в разводе, у сына своя, взрослая, жизнь. У Мишель роман с мужем подруги, её делового партнёра. Однажды в её дом врывается незнакомец в маске, жестоко избивает её и насилует. Однако она не обращается в полицию, поскольку не хочет привлекать к себе внимания — её отец отбывает пожизненное заключение за массовое убийство, совершённое, когда она была десятилетней девочкой, и её имя в обществе ассоциируется с именем отца. Есть версия, что она причастна к его преступлениям.
Об инциденте она рассказала только бывшему мужу, подруге и её супругу, продолжив обычную жизнь, но проигрывая в памяти сцену изнасилования на протяжении фильма. Она помогает своему незадачливому сыну и его подруге купить квартиру, беспокоится о связи матери с молодым альфонсом, знакомится с женатым соседом, к которому чувствует влечение (мастурбируя, она наблюдает за ним и его набожной женой в бинокль). 
В офисе при обсуждении новой игры она упрекает своих разработчиков, что в сцене, где монстр с щупальцами нападает на девушку, оргазмические конвульсии недостаточно яркие.
Насильник присылает Мишель СМС и даёт понять, что следит за ней, она подозревает в этом одного из разработчиков своей фирмы. На рождественский ужин она пригласила бывшего мужа и его юную подругу, мать и её альфонса, свою коллегу с супругом, сына и его девушку, молодого соседа с его женой, ревностной католичкой. Во время разговора Мишель заигрывает с соседом, прикасаясь к нему ногой под столом, в разговоре с ним она вспоминает день массового убийства; ссора с матерью приводит последнюю к смерти от инсульта. Вскоре преступник вновь врывается к ней, избивает и пытается изнасиловать, Мишель удаётся ранить его и сорвать маску — это её сосед. Она прогоняет его, но не заявляет в полицию, внешне их отношения остаются прежними и подчёркнуто вежливыми.
Отец вешается в тюрьме, когда она попросила встречи; Мишель попадает в аварию, поранив ногу, она звонит соседу, и он приходит на помощь. 
В честь выхода игры Мишель устраивает вечер в ресторане, там она ссорится с подругой, сообщая, что была любовницей её мужа. Сосед отвозит Мишель домой, по дороге она говорит, что обратится в полицию. Через несколько минут он в маске врывается и избивает даму. Вернувшийся сын ударом убивает его. В финале Мишель тепло прощается с женой соседа, которая говорит, что её муж был человеком с «израненной душой» и она рада, что Мишель дала ему «то, что ему было нужно». Мишель мирится с подругой, они собираются пожить вместе.

## Создатели о фильме
Пол Верховен считает картину «неким гибридом европейской и американской школы кинематографии». По его словам, в фильме есть очень много недосказанности, поскольку он хотел, чтобы аудитория решала сама для себя, что значит картина. Изабель Юппер сказала, что к фильму не стоит относиться как к реальной истории, для неё это «чисто экзистенциальная история о женщине, которая не слишком зацикливается на том, что с ней происходит». Она отметила: «Сценарий фильма очень мощный, он создаёт много взаимодействия между героями. Фильм полон недосказанности, тайны и саспенса, и в этом смысле он очень американский».

## Критика
«Она» получила преимущественно положительные оценки критиков, которые особо отметили режиссуру и исполнение главной роли. На сервисе Rotten Tomatoes фильм имеет рейтинг 91 % на основе 245 рецензий, 
на Metacritic — рейтинг 89 из 100 на основе 36 рецензий. 
Фильм снискал овации на мировой премьере Каннского кинофестиваля.
Кинокритик Los Angeles Times Джастин Чан называл картину «завораживающим триллером», по его мнению, Юппер сыграла одну из выдающихся ролей в своей карьере. Некоторые критики видят в фильме скрытые отсылки к другим её ролям в картинах «Пианистка» (2001) Михаэля Ханеке, «Моя мать» (2004) Кристофа Оноре и «Мадам Бовари» (1991) Клода Шаброля.
Кинокритик Михаил Трофименков назвал фильм «Она» «шедевром, притворяющимся чёрной, психопатологической комедией», где режиссёр «трепанирует череп французского (и европейского в целом) „интеллектуального класса“, способного переварить и выплюнуть любого серийного маньяка, но лишающегося чувств, если собеседник неправильно употребит деепричастный оборот».
По итогам года редакция сайта «Кинопоиск» назвала фильм «Она» лучшим фильмом 2016 года. Критик Антон Долин на сайте «Афиша» также включил её в число лучших фильмов года по своей версии.

## В ролях
| Актёр            | Роль                          |
| ---------------- | ----------------------------- |
| Изабель Юппер    | Мишель Леблан                 |
| Лоран Лафитт     | Патрик сосед Мишель           |
| Шарль Берлен     | Ришар                         |
| Виржини Эфира    | Ребекка жена Патрика          |
| Кристиан Беркель | Робер муж Анны                |
| Алис Изас        | Жози подруга Венсана          |
| Йонас Блоке      | Венсан сын Мишель             |
| Рафаэль Лангле   | Ральф                         |
| Анн Косиньи      | Анна подруга и коллега Мишель |
| Жюдит Магр       | Ирэн мать Мишель              |

## Награды и номинации
- 2016 — участие в конкурсной программе Каннского кинофестиваля.
- 2016 — три номинации на премию Европейской киноакадемии: лучший европейский фильм (Пол Верховен, Саид Бен Саид, Мишель Меркт), лучший европейский режиссёр (Пол Верховен), лучшая европейская актриса (Изабель Юппер).
- 2016 — попадание в пятёрку лучших иностранных фильмов года по версии Национального совета кинокритиков США.
- 2016 — премия «Спутник» за лучшую женскую роль (Изабель Юппер), а также номинация в категории «лучший международный фильм».
- 2017 — номинация на премию «Оскар» за лучшую женскую роль (Изабель Юппер).
- 2017 — две премии «Золотой глобус» за лучший фильм на иностранном языке и за лучшую женскую роль — драма (Изабель Юппер).
- 2017 — две премии «Сезар» за лучший фильм (Пол Верховен, Саид Бен Саид, Мишель Меркт) и за лучшую женскую роль (Изабель Юппер), а также 9 номинаций: лучший режиссёр (Пол Верховен), лучший адаптированный сценарий (Дэвид Бирке), лучший актёр второго плана (Лоран Лафитт), лучшая актриса второго плана (Анн Косиньи), самый многообещающий актёр (Йонас Блоке), лучшая операторская работа (Стефан Фонтен), лучшая музыка (Энн Дадли), лучший монтаж (Йоб тер Бург), лучший звук.
- 2017 — премия «Гойя» за лучший европейский фильм (Пол Верховен).
- 2017 — премия «Независимый дух» за лучшую женскую роль (Изабель Юппер).
- 2017 — номинация на премию «Сатурн» за лучший международный фильм.
- 2017 — номинация на премию AACTA Awards за лучшую женскую роль (Изабель Юппер).
- 2018 — номинация на премию BAFTA за лучший фильм не на английском языке (Пол Верховен, Саид Бен Саид).
- 2018 — номинация на премию «Давид ди Донателло» за лучший европейский фильм (Пол Верховен).
- 2018 — премия Лондонского кружка кинокритиков за лучший фильм на иностранном языке, а также номинация в категории «лучшая актриса года» (Изабель Юппер).